# Comuna Vîșcevesele, Velîka Pîsarivka
Vîșcevesele (în ucraineană Вищевеселе) este o comună în raionul Velîka Pîsarivka, regiunea Sumî, Ucraina, formată din satele Komsomoleț, Vîșcevesele (reședința), Volodîmîrivka și Vorovske.

## Demografie
Componența lingvistică a comunei Vîșcevesele
     Ucraineană (90,14%)
     Rusă (8,7%)
     Alte limbi (0,97%)
Conform recensământului din 2001, majoritatea populației comunei Vîșcevesele era vorbitoare de ucraineană (90,14%), existând în minoritate și vorbitori de rusă (8,7%).